# Rudolf Cvetko
Rudolf Cvetko (* 17. November 1880 in Senožeče, Österreichisches Küstenland, heute Slowenien; † 15. Dezember 1977 in Ljubljana) war ein slowenischer Fechter.

## Leben
Rudolf Cvetko nahm an Olympischen Spielen 1912 in Stockholm für die Delegation Cisleithaniens teil. Er war der erste Slowene, der an Olympischen Spielen teilnahm und auch der erste, der eine Medaille gewann. Mit der Säbel-Mannschaft erreichte er die Finalrunde, in der diese sich lediglich der ungarischen Equipe geschlagen geben musste und sich somit die Silbermedaille sicherte. Im Einzel des Florettfechtens schied er in der ersten Runde aus.
Cvetko diente bis 1913 als Soldat in einem Infanterieregiment, ehe er eine Tätigkeit als Sportlehrer aufnahm. Mit dem Beginn des Ersten Weltkriegs trat er wieder in den aktiven Dienst ein und blieb bis 1926 beim Militär. Er blieb anschließend dem Fechtsport verbunden und konzentrierte sich insbesondere ab 1945 auf die Nachwuchsarbeit in Slowenien. Zu seinen Ehren gab Slowenien eine 3-Euro-Münze mit seinem Namen und Fechtsymbolen aus.